# Titanic: Honor and Glory
Titanic: Honor and Glory è un videogioco (o più propriamente, secondo il nuovo corso, un museo virtuale) in sviluppo da parte della Vintage Digital Revival LLC. Il videogioco finito offrirà una ricostruzione completa dell'RMS Titanic, la simulazione realistica del suo affondamento e di una parte della città di Southampton nel 1912.
Il titolo è un omaggio al nome dell'orologio posto in cima alla grande scalinata monumentale di prima classe che era presente nel transatlantico, chiamato appunto Honour and Glory.
Al maggio 2024 è in fase di sviluppo, con una demo pubblicamente e gratuitamente disponibile (Project Demo 401 V2.1.2) che consente di esplorare il 50% della nave. Il progetto è finanziato attraverso donazioni volontarie tramite abbonamento mensile su Patreon oppure tramite donazione via Stripe o PayPal.
Lo sviluppo si compone di due sottoprogetti distinti: il "Project 401" mira a ricostruire semplicemente gli interni della nave e renderli esplorabili come un museo virtuale, mentre "Titanic: Honor and Glory" stesso mira a ricreare completamente la nave in ogni sua parte in modo da poterne simulare anche la navigazione, l'affondamento in maniera reale e secondo le leggi della fisica in ogni loro interazione.

## Trama
In origine, il videogioco doveva essere un'avventura fittizia in cui un giovane di nome Owen Robert Morgan, di 23 anni e appena laureatosi all'Università di Oxford, viene identificato erroneamente come un criminale internazionale, si imbarca sul Titanic per eliminare i sospetti su di lui e trovare il vero colpevole. Una volta sul transatlantico, il giovane avrebbe dovuto completare le mansioni come un vero membro dell'equipaggio in modo da assicurarsi un posto letto. Durante l'affondamento del Titanic a seguito del contatto con l'iceberg, il giovane avrebbe avuto 2 ore e 40 minuti per risolvere il mistero.
L'uscita dalla squadra di sviluppo di Tom Lynskey stesso, il fondatore del progetto, ha fatto propendere per una trasformazione del videogioco in una sorta di museo virtuale.

## Sviluppo

### Storia generale
L'idea di un videogioco che contenesse una riproduzione del transatlantico venne nel 2008,quando venne fondato un progetto con il titolo Titanic: Lost in the Darkness e cinque persone dedicate al suo sviluppo, utilizzando il motore CryENGINE, il tutto per produrre una mod per Crysis 2.
Dopo aver cancellato il progetto precedente, a novembre 2012 Thomas Lynskey iniziò lo sviluppo del progetto attuale, facendo uscire il 25 dicembre 2012 una prima anteprima contenente una visuale aerea della grande scalinata di prima classe. Nella primavera del 2015 iniziano a essere mostrate nuove parti sviluppate con il nuovo motore grafico Unreal Engine 4 tramite anteprime su YouTube, tra cui l'affondamento del ponte D, lo Scotland road (il lunghissimo corridoio di servizio per l'equipaggio, al Ponte E) e i bagni turchi. Per rendere la ricostruzione il più realistica possibile, Thomas Lynskey intraprese un viaggio verso il Regno Unito per tenere traccia di ogni ritrovamento di ogni pezzo di decorazione dell'RMS Olympic, la nave sorella del Titanic che aveva gli stessi interni. Egli visitò anche il White Swan Hotel di Alnwick, un piccolo hotel famoso per aver ricevuto buona parte degli interni decorativi dell'Olympic, facendone parte del design dell'albergo stesso.
Nell'aprile 2016 fu pubblicato il video che mostrava una simulazione realistica dell'affondamento. Nel corso degli anni successivi la squadra di sviluppo si è allargata per poter sviluppare progetti simili e per poter rendere più complesso il progetto principale. In quel periodo vennero anche pubblicate la Demo 1 e la Demo 2, che includevano alcune piccole aree del Titanic, specialmente attorno allo scalone di prua di prima classe.
Nel 2017 venne pubblicata la "Demo 3", ancora disponibile sul sito ufficiale, che includeva una parte delle aree della prima classe, come la reception del ristorante e parte del ristorante stesso, parte dello scalone di prima classe di prua, lo scalone di prima classe di poppa, alcuni corridoi, il ristorante à la carte e il Café Parisien, più la Scotland Road e uno dei vani caldaie; includeva inoltre una ricostruzione di parte del cantiere navale di Belfast, dove era possibile osservare il Titanic dall'esterno, ormeggiato.
Con l'uscita di Tom Lynsley dal progetto, gli obiettivi cambiarono, trasformando il gioco in una sorta di grande museo virtuale, denominato Project 401, che avrebbe reso visitabile il 100% dei locali della nave; oltre a una modalità di esplorazione libera, il nuovo progetto avrebbe incluso anche una modalità visita guidata e la possibilità di ricercare virtualmente oggetti legati alla storia della nave stessa. Venne inoltre comunicato che, una volta ultimato, il gioco avrebbe incluso anche una simulazione realistica dell'affondamento della nave (della durata in tempo reale proprio di 2 ore e 40 minuti e con comportamento fisico dell'acqua realistico), un memoriale dedicato alle vittime del naufragio e la compatibilità con Oculus Rift e la realtà virtuale.
Fra il dicembre 2021 e l'aprile 2024 sono state pubblicate diverse versioni dell'ultima demo ufficialmente prevista, la "Demo 401", il cui numero è un riferimento al fatto che la carena del Titanic fu la numero 401 dei cantieri navali Harland and Wolff. La data di pubblicazione della versione Alfa di Titanic: Honor and Glory (Project 401) resta ancora non definita.

### Project 401
Nell'aprile 2021, col nuovo corso seguito all'uscita di Tom Lynskey’s dal progetto e la sua conseguente riconversione, viene annunciato il lancio del nuovo corso, denominato Project 401; inoltre è stato annunciato che finalmente entro l'anno sarebbe stata resa disponibile una demo molto più completa, anch'essa liberamente scaricabile: la "Demo 401" (o "MegaDemo"); questa avrebbe incluso tutti i locali già visti nella Demo 3, più molti altri, oltre che diverse aree sia della seconda che della terza classe e parte del ponte lance.

#### Demo 401 V1.0
Nel dicembre 2021 venne così pubblicata la "Demo 401", che contiene già una ricostruzione accurata di svariate parti della nave: il ponte aperto, i due scaloni di prima classe, quelli di seconda classe, buona parte del Ponte C e D e alcune cabine, tutti i locali di prima classe accessibili ai passeggeri (verande, saloni, ristoranti), alcune zone di seconda e terza classe (soprattutto i ristoranti e le sale fumatori), il corridoio Scotland Road e anche alcune caldaie, nonché alcune stive e altre aree di servizio. Il tutto è disponibile nell'ambientazione sia diurna che notturna. La demo sarebbe stata aggiornata più volte nei primi mesi del 2022, fino ad arrivare alla versione stabile 1.4.2, che aveva nel frattempo anche aggiunto altre zone esplorabili fino ad arrivare a coprire circa il 30% della nave.
Nella demo la musica udibile durante l'esplorazione del transatlantico si rifà sia a livello di arrangiamento che a livello di melodia a quella del film Titanic del 1997.

#### Demo 401 V2.0
Nel mese di settembre 2022 sono stati pubblicati i progressi nella mappatura della nave che si stanno compiendo per poter arrivare a pubblicare prossimamente la versione 1.5 del Project Demo 401. In seguito è stata pubblicata la notizia che la nuova versione della demo sarebbe stata la "Project Demo 401 V2.0", aggiornata col nuovo motore grafico Unreal Engine 5; questa è stata resa disponibile gratuitamente per il download il 3 marzo 2023 e include circa il 50% dei locali della nave.

#### Demo 401 V2.1.2
Nel mese di aprile 2024 viene resa disponibile la versione beta finale del progetto - la v.2.1.2 (con netti miglioramenti al sistema di illuminazione e l'implementazione del DLSS di Nvidia) - e contemporaneamente vengono annunciate tutte le caratteristiche definitive che il 'videogioco' avrà una volta ultimato.

#### Requisiti tecnici
Con la Project Demo 401 V2.x sono richiesti obbligatoriamente una GPU compatibile con DirectX 12 e 45 GB di spazio libero su disco.
- CPU dual core (requisito ottimale: CPU quad core o superiore)
- 8 GB di RAM (requisito ottimale: 16 GB di RAM o superiore)
- GPU con 4 GB di memoria video (requisito ottimale: GPU con 8 GB di memoria video o superiore)
- 45 GB di spazio disponibile su disco (requisito ottimale: installazione su SSD NVMe).

## Progetto gemelloBritannic: Patroness of the Mediterranean
Il 19 giugno 2020 la stessa azienda pubblica su Steam un videogioco simulativo gemello, Britannic: Patroness of the Mediterranean, contenente una simulazione realistica del HMHS Britannic e del suo affondamento.
Il videogioco è già compatibile con la VR, con le periferiche di Steam ed è completo in ogni sua parte.